# Hypopyra fasciata
Hypopyra fasciata är en fjärilsart som beskrevs av W. Warren 1913. Hypopyra fasciata ingår i släktet Hypopyra och familjen nattflyn. Inga underarter finns listade i Catalogue of Life.